# Bassaniodes ovadan
Bassaniodes ovadan es una especie de araña cangrejo del género Bassaniodes, familia Thomisidae. Fue descrita científicamente por Marusik & Logunov en 1995.

## Distribución
Esta especie se encuentra en Turkmenistán.